# Roy Berrevoets
Roy Berrevoets (Amsterdam, 12 november 1969) is een Nederlandse honkballer.

## Clubs
Berrevoets begon met honkbal bij de vereniging Giants in Diemen. Hij speelde van 1987 tot 1999 voor het eerste honkbalteam van HCAW in Bussum waarmee hij in 1996 en 1998 het landskampioenschap won (de Holland Series). In 2000 en 2004 keerde hij kortstondig nog als invaller terug in het team omdat de vereniging te kampen had met een tekort aan kwaliteitsspelers.

## International en coach
Berrevoets kwam ook uit voor het Nederlands honkbalteam. Van 2006 tot 2008 was hij samen met Jurjan Koenen coach van het eerste heren honkbal team van HCAW. Berrevoets speelde later zelf nog in het derde negental van HCAW. Hierna werd Berrevoets coach van ditzelfde team. Dit deed hij tussen 2003 en 2017. Met de zogeheten 'reserve reserves' werd hij on 2006, 2009, 2011, 2012, 2015 en 2016 kampioen in de 1e klasse. In de jaren 2011 en 2012 werden zij aansluitend op het kampioenschap ook nog Nederlands kampioen aluminium. Het rugnummer 24 werd op 12 april 2007 als eerbetoon aan hem uit de roulatie genomen toen hij door HCAW als erelid werd benoemd. Op 1 juni 2011 keerde hij terug als assistent-coach bij de hoofdmacht van HCAW na het ontslag van Bill Froberg. In het seizoen van 2016 keerde Berrevoets nogmaals terug als hoofdcoach van het eerste elftal van HCAW.
Berrevoets heeft 1 zoon die tevens speelt onder het nummer 24.